# Đầm Trà Ổ
Đầm Trà Ổ (còn được gọi là đầm Châu Trúc) là một đầm nước lợ tại huyện Phù Mỹ, tỉnh Bình Định, Việt Nam.
Diện tích của đầm tương đối lớn, khoảng 1.200 ha. Đầm có mức độ dạng sinh học cao và nguồn lợi thủy hải sản rất phong phú, đa dạng và giá trị kinh tế góp phần ổn định sinh kế của cộng đồng dân cư sống quanh đầm.
Theo sử liệu, đầm Trà Ổ xưa vốn là một vịnh nước mặn ăn thông với Biển Đông qua cửa biển Hà Ra, từng có tàu bè qua lại, buôn bán tấp nập. Vào nửa cuối thế kỷ XIX, nhà Nguyễn vẫn xem đây là một cảng biển, có đặt trạm thu thuế. Tuy nhiên qua thời gian, do bị bồi lấp nên hiện nay dòng chảy nối đầm với cửa Hà Ra tương đối cạn, còn được gọi là sông Châu Trúc.